# レダと白鳥 (コレッジョ)

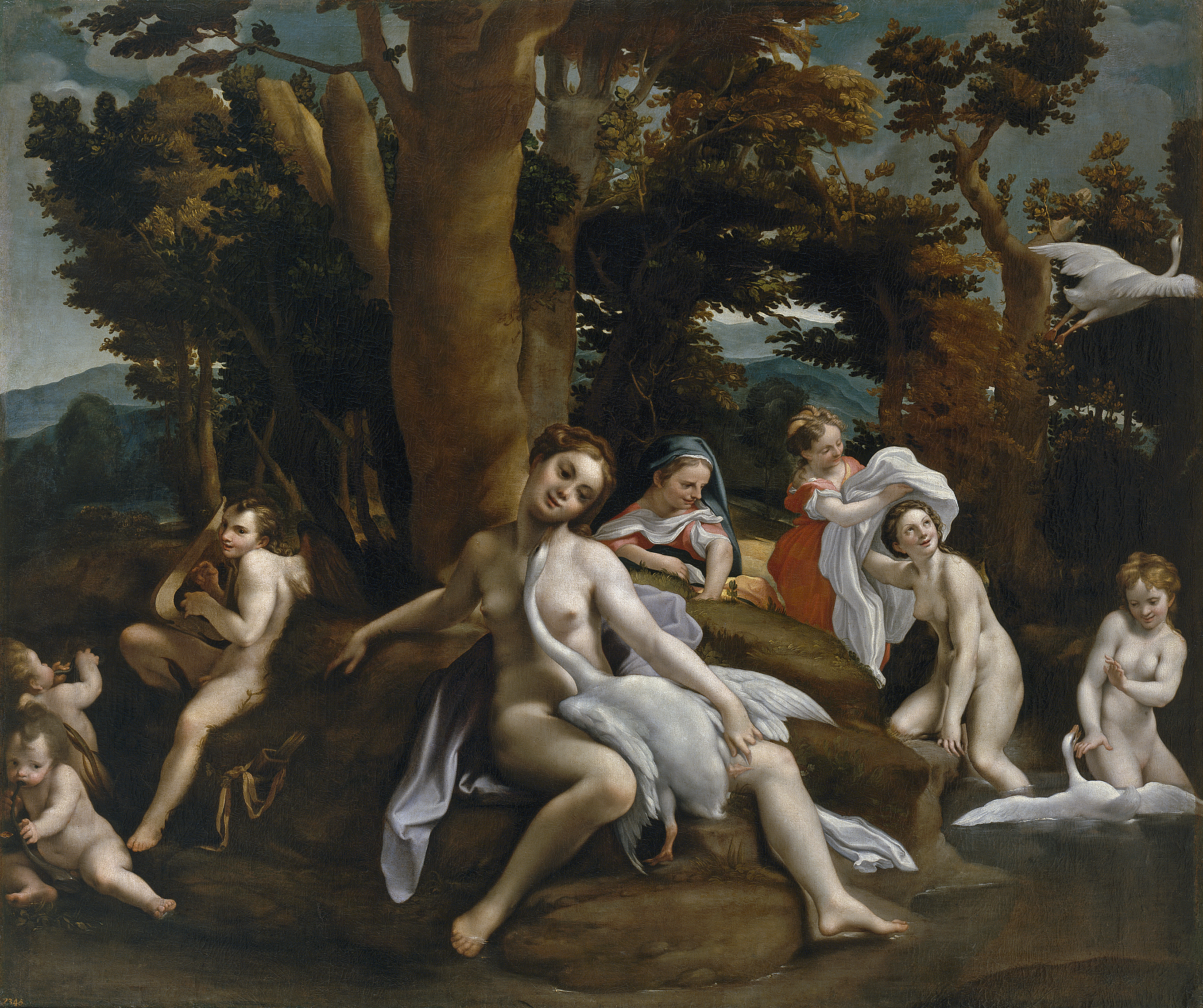
絵画がスペインを離れる前のエウヘニオ・カヘスによる1604年の複製。損傷して修復される以前の本来の状態を示している（マドリード、プラド美術館）

『レダと白鳥』（レダとはくちょう、伊: Leda e il cigno, 独: Leda mit dem Schwan, 英: Leda and the Swan）は、イタリアのルネサンス期のパルマ派の巨匠コレッジョが1530年から1531年の間に描いた絵画である。油彩。主題はギリシア神話の有名なエピソードである白鳥に変身したゼウス（ローマ神話のユピテル）のスパルタ王妃レダへの恋である。レオナルド・ダ・ヴィンチとミケランジェロ・ブオナローティの作品とともにルネサンス期に制作された同主題の最も有名な3つの作例の1つであるが、その官能性ゆえに両作品はおそらく道徳的見地から破棄されて現存しておらず、コレッジョの作品も同じ理由から人為的に損傷が加えられたのちに修復された経緯を持つ。マントヴァのゴンザーガ家、スペイン王室、神聖ローマ皇帝ルドルフ2世、スウェーデン女王クリスティーナ、オルレアン公といった錚々たるコクションに所属し、現在はベルリンのベルリン絵画館に所蔵されている。またマドリードのプラド美術館にエウヘニオ・カシェスによる『レダと白鳥』の複製が所蔵されている。

## 主題
神話によるとレダはテスティオスの娘で、スパルタの王テュンダレオスと結婚した。ゼウスは白鳥に変身してレダと関係を持ったが、同じ夜にレダはテュンダレオスと同衾した。その結果、レダは両者の子供を身ごもり、ゼウスの子供としてポリュデウケスとヘレネを、テュンダレオスの子供としてカストルとクリュタイムネストラを生んだ。別の伝承によるとヘレネの母は女神ネメシスであり、白鳥に変身したゼウスはガチョウに変身して逃げるネメシスと関係を持った。その後ネメシスは1つの卵を産み落とし、それを羊飼いがレダに献上したところ、ヘレネが生まれたという。

## 作品
レダは水辺に座って白鳥を太腿の間に迎え、左手で白鳥を導いている。画面左では3人の楽器を演奏するキューピッドが描かれている。そのうちの1人は岸に座ってリュラ（竪琴）を弾いており、残る2人のキューピッドは笛を吹いている。キューピッドは愛の場面に登場し、レダと白鳥は彼らに伴われている。コレッジョが本作品を描いたのはミケランジェロと同時期であり、ミケランジェロとは対照的に後のロココにも通じる甘やかな作品として描いている。
絵画は白鳥に変身したユピテルによるレダの誘惑の3つの場面を異時同図法的に表したものとする解釈と、天上的愛と地上的愛を象徴的に描いたものとする解釈がある。前者によるとレダとユピテルの最初の出会いは画面右端に示され、両者の交合は画面中央に示されている。第3の場面は右端と中央の間にあり、レダが服を着ている間に白鳥は飛び去っている。一方、後者の説は3人のキューピッドも含めた絵画全体の描写について、説得力ある説明をすることができる。キューピッドが持つ楽器のうち、リュラは古代ではアポロン神の楽器であり、精神を高揚させる霊的な音楽を奏でる楽器とされる一方、笛はサテュロスが奏でる楽器であり、その音色は欲望を描き立てるものと見なされた。この点からリュラを持つキューピッドと笛を持つ２人のキューピッドは天上的愛と地上的愛の対照であることが分かる。また白鳥もアポロンを象徴する鳥であり、フィリッピーノ・リッピの『音楽の寓意』ではアポロン的な音楽と非アポロン的な音楽が大小異なる大きさの白鳥によって象徴的に描かれていた。そこでコレッジョの作品でもキューピッドと同様に白鳥にも2つの意味があり、画面中央のレダとユピテルの化身である白鳥が天上的愛を象徴し、画面右側の2人の裸婦と2羽の白鳥は地上的愛を象徴していると解釈できるという。

## 歴史
コレッジョは『キューピッドの教育』および『眠れるヴィーナスとキューピッド、サテュロス』の成功の後、『ユピテルの愛』（Amori di Giove）と題した連作の発注を受けた。連作は最終的に2組の作品で構成され、各組はほぼ同じ寸法を持っているが、画家はもっと多くの作品を制作することを計画していたかもしれない。4点の作品の正確な制作順序はいまだに議論されている。連作の主な重要性として、自然主義的な描写と詩的に変容された描写との間の新しい、見事な均衡、および世俗的で神話的な絵画の発展が挙げられる。コレッジョはミケランジェロの『レダと白鳥』の研究をしていた。
ジョルジョ・ヴァザーリの『画家・彫刻家・建築家列伝』によると、『レダ』と『ヴィーナス』（おそらく『ダナエ』）は、神聖ローマ皇帝カール5世への贈物として、マントヴァ公フェデリーコ2世・ゴンザーガによって依頼された。2作同時の依頼は、ユピテルが白鳥の姿でレダの右側から飛び出し、黄金の雨の姿でダナエの左側に飛んでいったという説によって裏付けられている。しかし、もう一つの最近の研究によると、『ユピテルの愛』の連作のすべての絵画は、公爵の恋人イザベラ・ボスケッティのために意図された《オウィディウスの部屋》（Sala di Ovidio）の装飾のために制作され、1540年のフェデリコ2世の死の後になって初めてスペインに移ったことを示唆している。作品がスペインに移ったのは、1543年に当時王太子だったフェリペ2世がマリア・マヌエラ・デ・ポルトゥガルと結婚したときである。
『ガニュメデスの略奪』は1601年の時点で、そして本作は1603年の時点で、スペインの王室コレクションに所蔵されていた。両作品とも1603年に神聖ローマ皇帝ルドルフ2世によって取得され、プラハに運ばれた。本作のその後の所有者は『ダナエ』の所有者とほぼ同じであった。本作は三十年戦争中の1648年のプラハの戦いでスウェーデン軍に略奪された。後に『レダと白鳥』はスウェーデン女王クリスティーナが王室コレクションから持ち出した優れた絵画約50点の中に含まれており、それを枢機卿デシオ・アッツォリーニに譲渡した。その後、クリスティーナのコレクションはオルレアン公フィリップ2世が所有していた名高いオルレアン・コレクションに加わった。しかし敬虔であったオルレアン公の息子ルイは『レダと白鳥』があまりにもいかがわしいものであると考え、ナイフで破壊して、レダの顔に取り返しのつかないほどの損害を与えてしまった。
絵画の断片は、代わりとなるレダの頭部を描いた主席宮廷画家シャルル＝アントワーヌ・コワペルに譲渡された。断片のまま、作品は1753年に収集家パスキエに売却され、パスキエはジャック・フランソワ・ドゥリヤンに新たな代わりとなる頭部を描くように依頼した。1755年には、エピナイユ伯爵がプロイセンのフリードリヒ大王のために作品を購入し、大王はサンスーシの夏の宮殿に作品を置いた。作品はナポレオンによって没収され、ピエール＝ポール・プリュードンによって再び修復された。その後、1814年にドイツに返還され、1830年にベルリンの美術館に置かれた。美術館で、ヤコプ・シュレシンガーはレダの頭部を三回目に描き直した。しかし、1604年の複製は、この修復でさえコレッジョの本来の構成を変え、レダにオルガスムの表現ではなく貞操を与え、コレッジョが最初に意図した頭部の後ろ向きのねじれ (コレッジョの『ユピテルとイオ』のイオと同様のもの) を取り除いてしまっていることを示している。

## ギャラリー

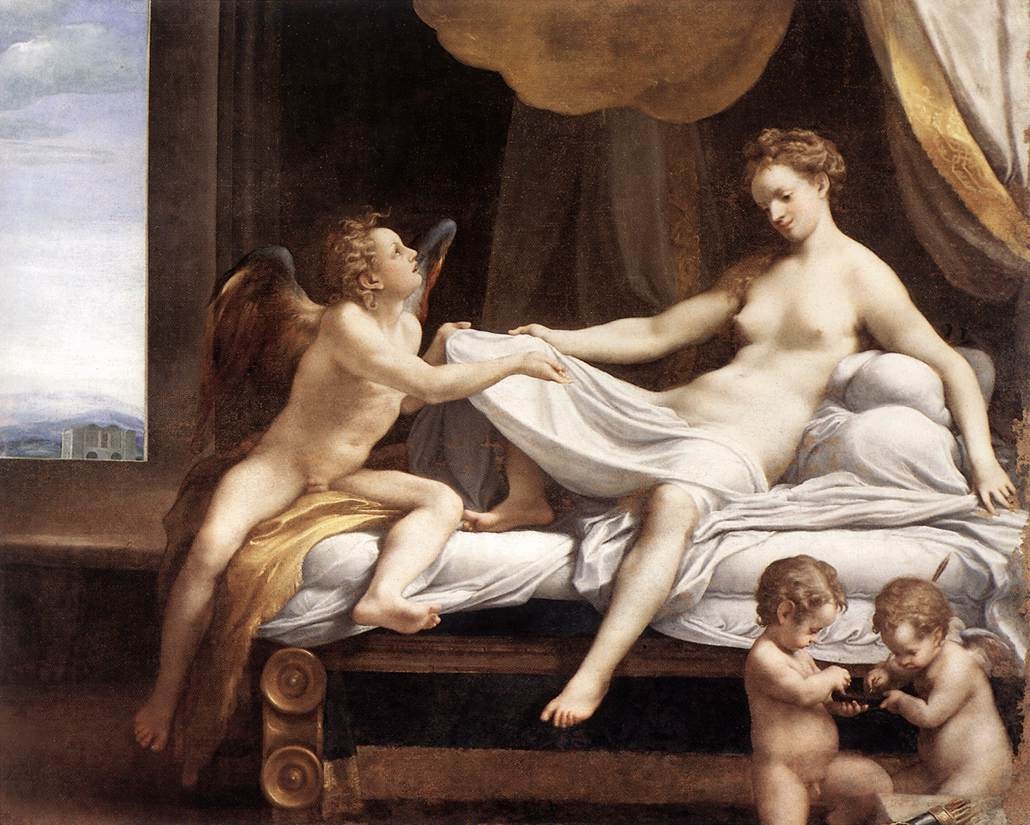
『ダナエ』（1531年-1532年）ボルゲーゼ美術館所蔵
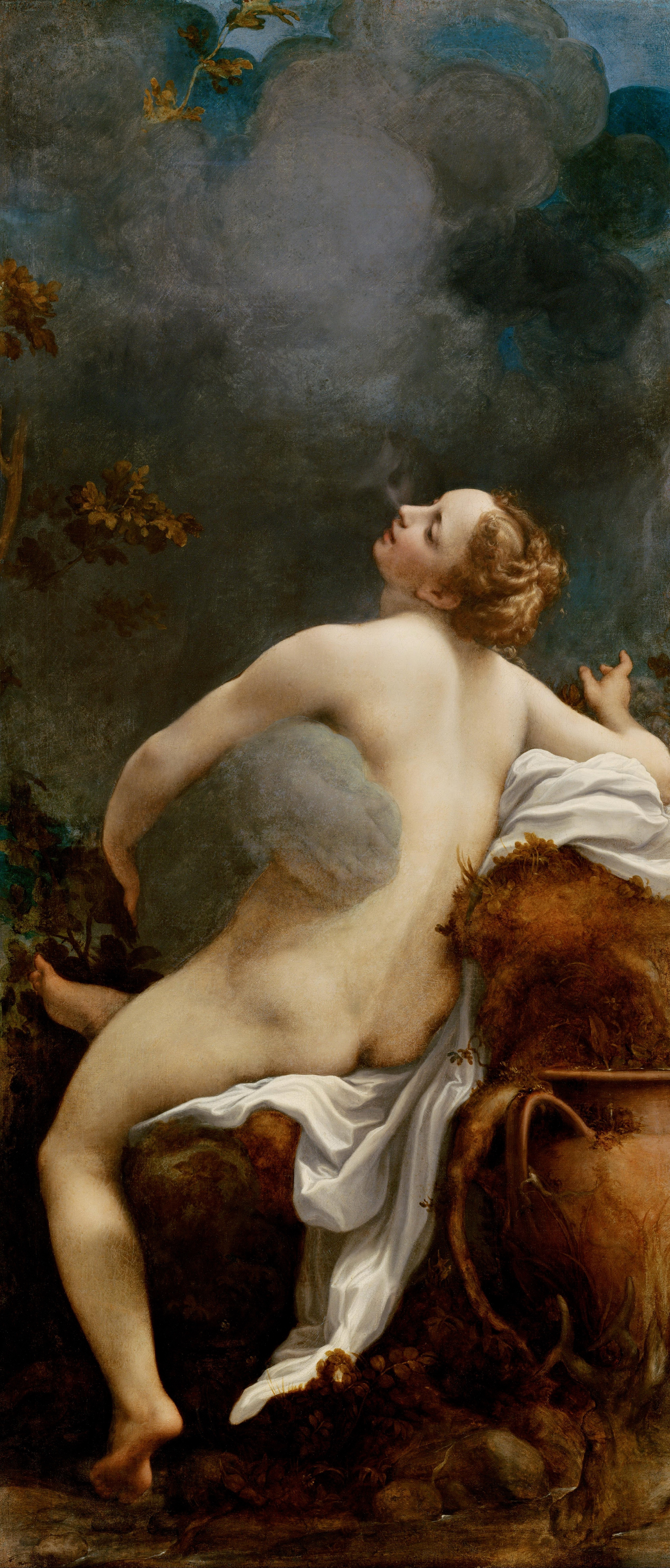
『ユピテルとイオ』（1531年-1532年）美術史美術館所蔵
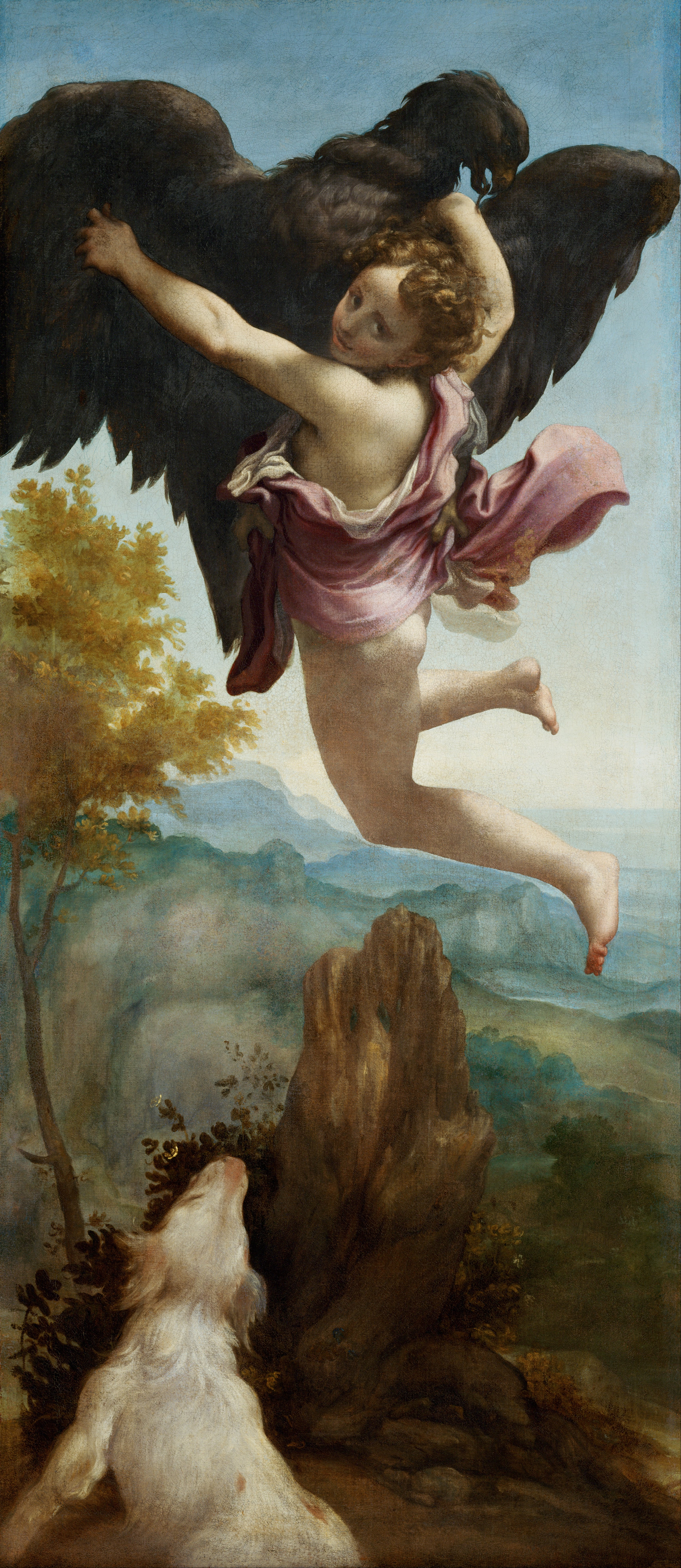
『ガニュメデスの略奪』。美術史美術館所蔵